# Campionati mondiali di pentathlon moderno 2010
I campionati mondiali di pentathlon moderno 2010 si sono svolti a Chengdu, in Cina, dove si sono disputate le gare maschili e femminili, individuali ed a squadre e una gara di staffetta mista

## Podi

### Maschili
| Evento      | Oro                                                            | Argento                                              | Bronzo                                             |
| Individuale | Sergej Karjakin                                                | Aleksandr Lesun                                      | Justinas Kinderis                                  |
| A squadre   | Francia                                                        | Rep. Ceca                                            | Ungheria                                           |
| Staffetta   | Bielorussia Michail Mitsyk Michail Prakapenka Dzmitryj Meljach | Corea del Sud Jung Hwonho Nam Dong-Hun Kim Soeng-Jin | Russia Andrej Moiseev Aleksandr Lesun Il'ja Frolov |

### Femminili
| Evento      | Oro                                                                 | Argento                                         | Bronzo                             |
| Individuale | Amélie Caze                                                         | Donata Rimšaitė                                 | Lena Schöneborn                    |
| A squadre   | Francia                                                             | Regno Unito                                     | Germania                           |
| Staffetta   | Russia Polina Stručkova Evdokija Grečišnikova Ekaterina Churas'kina | Francia Amélie Caze Elfie Arnaud Élodie Clouvel | Cina Chen Qian Maio Yihua Zhang Ye |

### Misti
| Evento    | Oro     | Argento | Bronzo   |
| Staffetta | Polonia | Ucraina | Lituania |

## Medagliere
| Pos.   | Paese         | Oro | Argento | Bronzo | Totale |
| ------ | ------------- | --- | ------- | ------ | ------ |
| 1      | Russia        | 2   | 1       | 1      | 4      |
| 2      | Francia       | 2   | 1       | 0      | 3      |
| 3      | Lituania      | 1   | 1       | 2      | 4      |
| 4      | Bielorussia   | 1   | 0       | 0      | 1      |
| 4      | Polonia       | 1   | 0       | 0      | 1      |
| 6      | Corea del Sud | 0   | 1       | 0      | 1      |
| 6      | Rep. Ceca     | 0   | 1       | 0      | 1      |
| 6      | Regno Unito   | 0   | 1       | 0      | 1      |
| 6      | Ucraina       | 0   | 1       | 0      | 1      |
| 10     | Germania      | 0   | 0       | 2      | 2      |
| 11     | Cina          | 0   | 0       | 1      | 1      |
| 11     | Ungheria      | 0   | 0       | 1      | 1      |
| Totale | Totale        | 7   | 7       | 7      | 21     |